# Nyck de Vries
Hendrik Johannes Nicasius "Nyck" de Vries (født 6. februar 1995) er en hollandsk racerkører, som kører for Formel E-holdet Mahindra Racing og FIA World Endurance Championship-holdet Toyota Gazoo Racing.

## Tidlige karriere

### Gokarts
De Vries begyndte i gokarts, og havde stor succes i turneringer i både hans hjemland, men også i Belgien og Tyskland. Han vandt i 2010 og 2011 verdensmesterskabet i gokarts.

### Formel Renault Eurocup
De Vries rykkede i 2012 op i formelbiler, da han skiftede til Eurocup Formel Renault 2.0-serien. Han blev femteplads i sin debutsæson i formelbiler. Hans anden sæson var meget ens, og han sluttede igen som femteplads. 2014 ville dog blive hans store gennembrud, da han overbevisende vandt mesterskabet.

### Formel Renault 3.5
De Vries rykkede op i Formel Renault 3.5 ved 2015 sæsonen. Han tog en enkelt sejr i sæsonen, og sluttede på tredjepladsen i mesterskabet.

### GP3 Series
De Vries rykkede i 2016 til GP3 Series, hvor han sluttede på sjettepladsen, et skuffende resultat taget i forhold til at hans to holdkammerater, Charles Leclerc og Alex Albon, sluttede som henholdsvis første- og andenplads.

### Formel 2
De Vries rykkede herefter op i Formel 2 i 2017 sæsonen. I sin debutsæson fik han en enkelt sejr, da han sluttede på syvendepladsen. For næste sæson rykkede han til Prema Racing, og sluttede på fjerdepladsen. Han skiftede igen hold ved 2019 sæsonen, hvor han rykkede tilbage til ART Grand Prix, som han havde kørt med i GP3. De Vries havde en rigtig god start på sæsonen, og trods en dårlig afslutning, var det godt nok til at han kunne slå Nicholas Latifi, og dermed tage mesterskabet.

## WEC, Formel E og Formel 1

### World Endurance Championship
De Vries har deltaget løbende i forskellige ræs indenfor World Endurance Championship i sin karriere.

### Formel E

#### Mercedes
De Vries skiftede til Formel E ved 2019-20 sæsonen og sluttede på elvtepladsen i sin debutsæson i serien.
2020-21 sæsonen ville dog blive en særlig en. Sæsonen var utrolig tæt fra start til slut, og før sæsonens sidste løb, var der teoretisk set 18 kørere, som alle kunne vinde mesterskabet. Det var dog de Vries, der trak det lange strå, da hans ottendeplads i turneringens sidste løb, var godt nok til at tage mesterskabet, men kun som resultat af at hans 3 største udfordrere til mesterskabet, alle måtte udgå af ræset som resultat af sammenstød.

#### Mahindra
De Vries vendte tilbage til Formel E i 2023-24 sæsonen med Mahindra Racing.

### Formel 1

#### Test- og reservekører
De Vries blev efter sit Formel 2 mesterskab i 2019 ansat som reservekører sammen med Stoffel Vandoorne for Mercedes GP. Han havde i sin tid som reservekører testet for flere hold som bruger Mercedes motorer, herunder Williams og Aston Martin.
De Vries gjorde sin Formel 1-debut ved Italiens Grand Prix 2022, hvor han erstattede Williams-køreren Alex Albon, som var blevet syg med blindtarmsbetændelse. De Vries imponerende stort på sin debut, da han sluttede på niendepladsen, og dermed sikrede sig point på sin debut. Han blev kåret som 'Driver of the Day' efter ræset, hvilket gives til den som fansene stemmer som dagens bedste kører.

#### AlphaTauri

##### 2023
Det blev i oktober 2022 annonceret, at de Vries vil skifte til Scuderia AlphaTauri ved 2023 sæsonen som fast kører efter Pierre Gasly havde forladt holdet. De Vries debut i Formel 1 var dog ikke en succes, og efter 10 ræs, hvor det ikke lykkedes ham at score point, så annoncerede AlphaTauri, at han ville blive erstattet af Daniel Ricciardo.